# Viderunt omnes

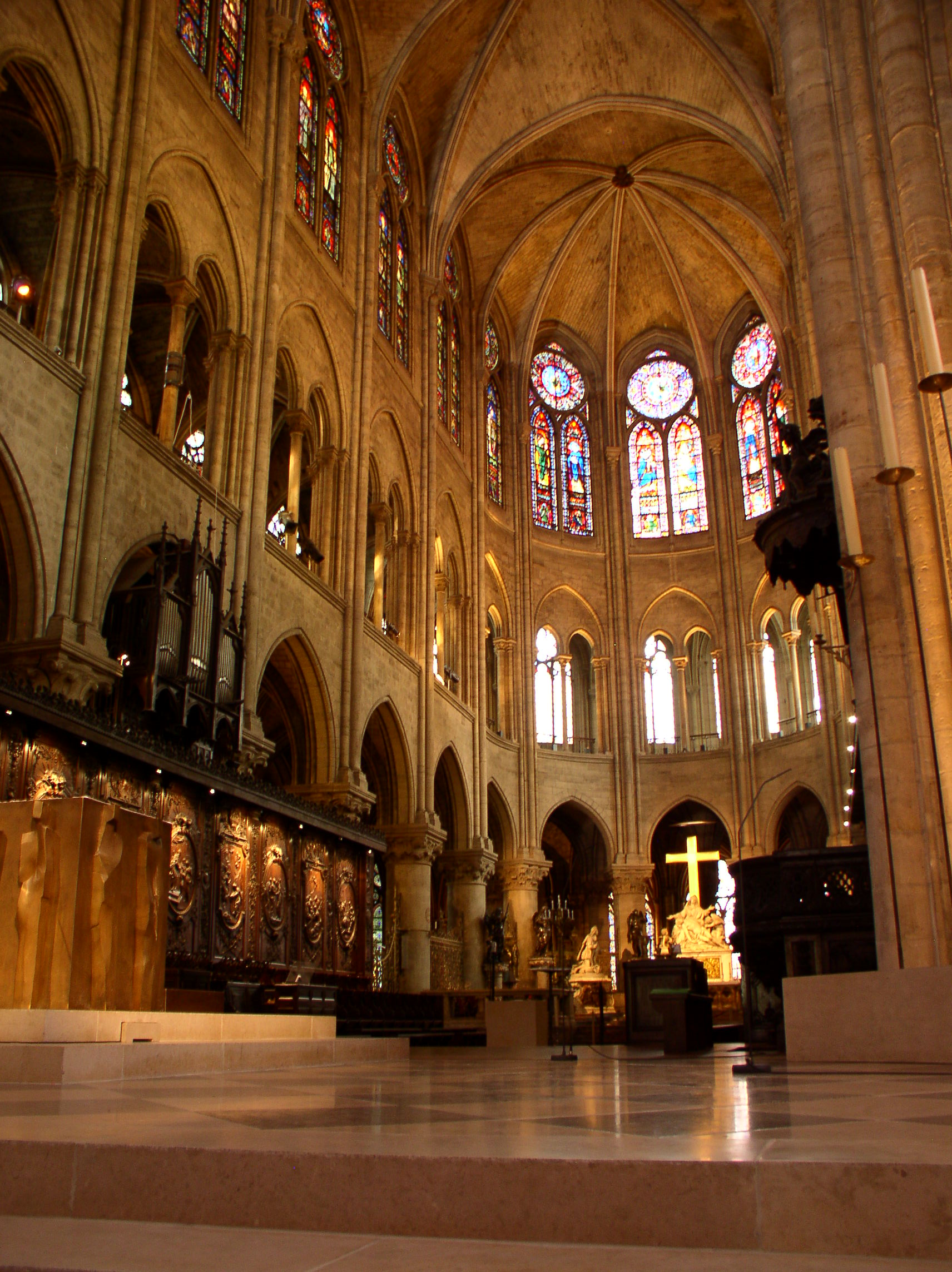
Notre Dame de Paris: Die Kompositionen Léonins und Pérotins wurden hier erstmals aufgeführt

Viderunt omnes (lat., Alle [Enden der Erde] haben [das Heil unseres Gottes] gesehen) ist ein gregorianisches Graduale aus der Liturgie des weihnachtlichen Mess-Propriums. Der Text geht zurück auf die Vulgata-Übersetzung von Psalm 98 (Ps 98,3 ). Die Choralbearbeitungen (Organa) der Notre-Dame-Schule, die auf das späte 12. Jahrhundert datiert werden, zählen zu den ältesten überlieferten mehrstimmigen Kompositionen der Musikgeschichte.
Seinen liturgischen Ort hat das Graduale in der dritten Weihnachtsmesse (Missa in die ‚Messe am Tage‘). Der erste Satz des Textes, Viderunt omnes fines terrae salutare Dei nostri, ist in derselben Messe mit einer anderen gregorianischen Melodie der Gesang zur Kommunion (Communio).        

## Text
Die Vulgata zählt den Psalm als den 97. (Ps 97,3 ), der Text des Graduales bietet aus unbekannten Gründen nur die zweite Hälfte von Vers 3. Die Aufforderung Iubilate Deo, omnis terra („Jauchzt vor dem Herrn, alle Länder der Erde“) ist ihrerseits die erste Hälfte des gegenwärtig als Vers 4 gekennzeichneten Textabschnitts. Diesen beiden Halbversen folgt dann die heute als Vers 2 aufgeführte Passage. Hierzu ist allerdings zu bemerken, dass die Einteilung der Bibel in Verse oder deren genaue Aufeinanderfolge im Mittelalter noch nicht vereinheitlicht war.
| Lateinisch | Deutsche Übertragung |
| --- | --- |
| Viderunt omnes fines terræ salutare Dei nostri. Iubilate Deo, omnis terra. Notum fecit Dominus salutare suum; ante conspectum gentium revelavit iustitiam suam. | Alle Enden der Erde sehen das Heil unsres Gottes. Jauchzet dem Herrn, alle Lande. Der Herr hat sein Heil bekannt gemacht, sein gerechtes Wirken enthüllt vor den Augen der Völker. |

## Musikalische Bearbeitungen

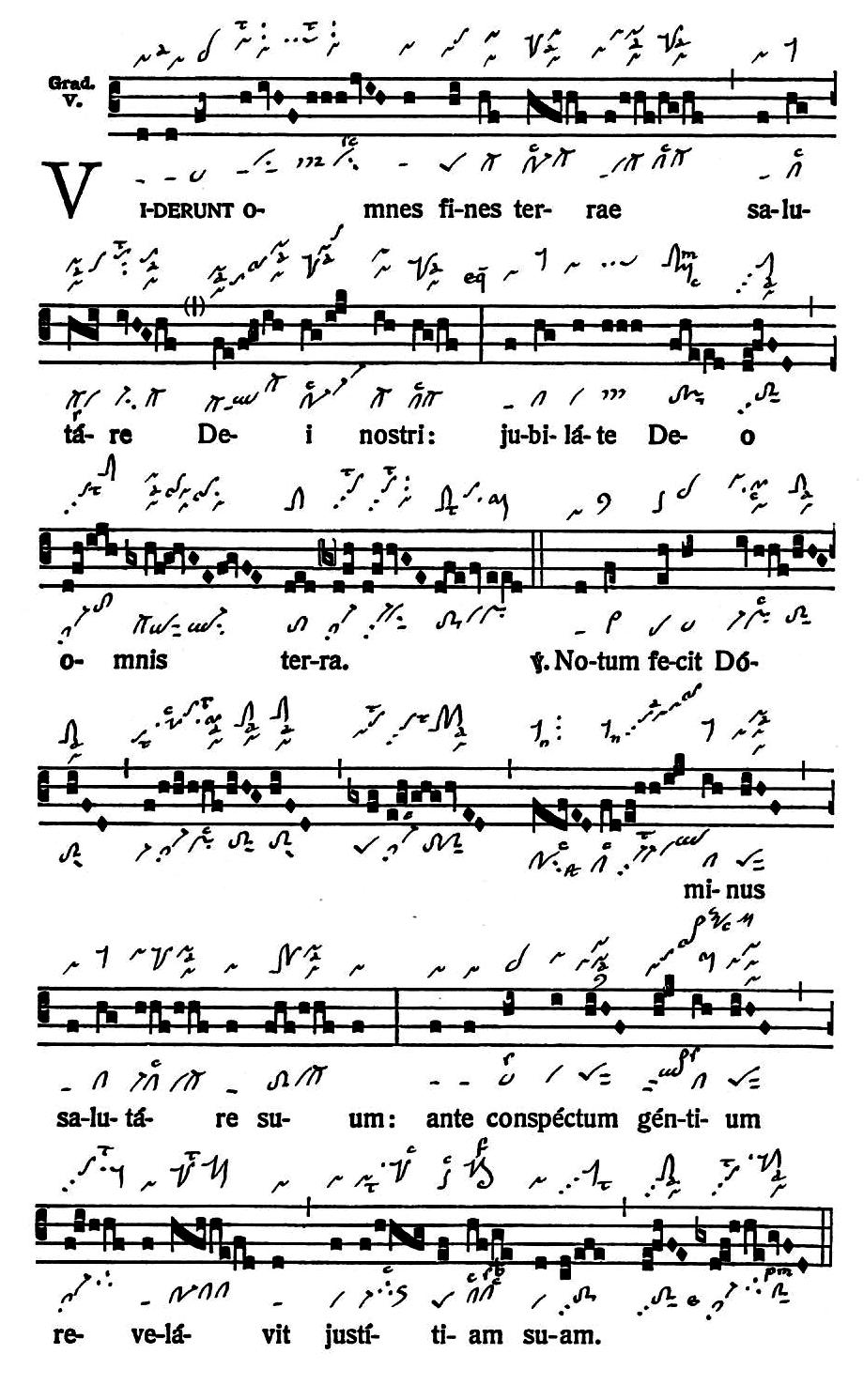
Das gregorianische Graduale im Graduale Novum

### Das gregorianische Graduale
Das einstimmige gregorianische Graduale wird auf das 11. Jahrhundert datiert, der oder die Verfasser der Melodie sind nicht bekannt. Es dient den Bearbeitungen Léonins und Pérotins als Cantus firmus. Beide Komponisten greifen höchstwahrscheinlich auf eine bereits vor ihnen geübte Aufführungspraxis zurück, die dem Sänger eine reiche improvisatorische Auszierung der ursprünglich schlichten gregorianischen Melodie gestattet. Eine an Melismen reiche Fassung findet sich noch heute im Liber Usualis.

### Die Organa der Notre-Dame-Schule
Der Magnus liber organi überliefert eine zweistimmige Bearbeitung des Viderunt omnes von Léonin sowie eine vierstimmige (quadruplum) des jüngeren Pérotin, der vermutlich Schüler des Ersteren war. Da nicht zu klären ist, in welchem Umfang mittelalterliches Quellenmaterial verloren gegangen ist, lassen sich hinsichtlich der oft postulierten revolutionären Neuartigkeit der Notre-Dame-Schule nur Spekulationen anstellen.
Im Unterschied zu älteren Formen geistlicher Vokalmusik verlangen jedoch gerade die quadrupla Pérotins eben wegen der Notwendigkeit der Koordination der vier Stimmen eine seinerzeit ganz unbekannte Präzision der rhythmischen Ausführung.
In der Setzweise der Notre-Dame-Schule hält (daher die Bezeichnung tenor, von lat. tenere, halten) eine Stimme den auf extrem lange Notenwerte zerdehnten Cantus firmus, während eine oder mehrere weitere Stimmen – duplum, triplum usw. – rhythmisch weitaus bewegtere Melismen darüber entfalten.

Der Beginn von Pérotins vierstimmigem Viderunt omnes in moderner Notation

Diese melismatischen (organalen) Passagen beanspruchen bei Léonin, besonders aber bei Pérotin den beträchtlich längeren Teil der Aufführungszeit, während derer allerdings nur einige wenige Silben des Psalmtexts zum Klingen kommen. Der verbleibende Text wird in vergleichsweise kurzer Zeit von der Schola in traditionell gregorianischer, wesentlich stärker syllabisch geprägter Manier einstimmig vorgetragen.

### Spätere Bearbeitungen
Die Entwicklung der liturgischen Musik führte in vergleichsweise kurzer Zeit zur Komposition vollständiger Messvertonungen, wobei – auch aus pragmatischen Gründen – dem Ordinarium der Vorzug gegeben wurde. Kompositionen zu einzelnen Abschnitten der Messe, insbesondere liturgisch nachrangigen wie dem Graduale, traten dabei allmählich in den Hintergrund.
Nichtsdestoweniger griffen die Komponisten späterer Stilepochen gerne auf bekannte gregorianische Melodien zurück, die sie nicht selten als Cantus firmi ihrer Motetten verwendeten. Der geistliche lateinische Text konnte dabei durchaus gleichzeitig mit weltlichen, volkssprachlichen erklingen, so etwa in Adam de la Halles De ma dame vient (mit französischen Oberstimmen).
Der katholische englische Renaissance-Komponist William Byrd veröffentlichte 1607 eine vierstimmige Bearbeitung des Viderunt omnes im Stil seiner Zeit. Orlando di Lasso setzte den Psalmtext als fünfstimmige Motette.